# Buswerke Ch’ŏngjin
Die Buswerke Ch’ŏngjin sind ein Nutzfahrzeughersteller in Nordkorea. Haupterzeugnisse sind Oberleitungsbusse und Omnibusse. Der Unternehmenssitz befindet sich in der Hafenstadt Ch’ŏngjin (Hamgyŏng-pukto).

## Geschichte
Zum Datum der Unternehmensgründung gibt es widersprüchliche Angaben; vermutlich Anfang der 1970er Jahre oder 1981. Die Produktionsanlagen befinden sich auf einer Fläche von 82.000 m².

## Fahrzeuge
Die bisher bekannten Modelle sind sortiert nach Produktionsjahr aufgelistet:
Jipsan 74

Der Jipsan 74 ist das vermutlich erste Modell des Unternehmens. Es ist ein zweiachsiger Trolleybus. Produziert wurde er von 1974 bis 1989.
Jipsan 77

Ab 1977 wurde der Jipsan 77 gebaut. Dieser mittelgroße Bus hatte den Motor über der Vorderachse und Hinterradantrieb.
Jipsan 82

Jipsan 82 ist die Bezeichnung eines 1982 hergestellten Busses, der eine Weiterentwicklung des Jipsan 77 darstellt.
Jipsan 85

Der Jipsan 85 ist ein Gelenkbus, der über drei Achsen verfügt. Der Typ wurde (auch) als Trolleybus gebaut. Er ähnelt etwas dem Ikarus 280 (T). Er befand sich zwischen 1985 und 1990 in Produktion.
Jipsan 86, Pyongyang 86

Ab 1986 wurde der mittellange Jipsan 86 bzw. Pyongyang 86 (englisch für Pjöngjang) gebaut, der über kleine Dachfenster verfügt. Dieses Modell war auf einer Briefmarke von 1992 zu sehen.
Jipsan 88

Seit 1988 wird der etwa neun Meter lange Jipsan 88 hergestellt. Er bietet 33 Sitzplätze und war auf einer Briefmarke von 1992 abgebildet.
Daneben gibt es noch mindestens ein nicht identifiziertes Modell. Viele Fahrzeuge kommen bei dem in derselben Stadt angesiedelten Oberleitungsbus Ch’ŏngjin zum Einsatz. Im Zuge des VII. Parteitages der PdAK im Mai 2016 wurde ein neuer Bus vorgestellt.